# Primera División 1918 (Uruguay)
Het seizoen 1918 van de Primera División was het achttiende seizoen van de hoogste Uruguayaanse voetbalcompetitie, georganiseerd door de Asociación Uruguaya de Football. De Primera División was een amateurcompetitie, pas vanaf 1932 werd het een professionele competitie.

## Teams
Er namen tien ploegen deel aan de Primera División tijdens het seizoen 1918. Negen ploegen wisten zich vorig seizoen te handhaven en Misiones FC promoveerde vanuit de Divisional Intermedia. Zij kwamen in de plaats van het gedegradeerde Defensor FC.
| Club                      | Stad       | Stadion             | Vorig seizoen |
| ------------------------- | ---------- | ------------------- | ------------- |
| Central FC                | Montevideo | Parque Ricci        | 7e            |
| Charley FC                | Montevideo | Onbekend            | 8e            |
| Dublin FC                 | Montevideo | Onbekend            | 6e            |
| Misiones FC               | Montevideo | Onbekend            | 1e (Int.)     |
| Montevideo Wanderers FC   | Montevideo | Estadio Belvedere   | 4e            |
| Club Nacional de Football | Montevideo | Gran Parque Central | 1e            |
| CA Peñarol                | Montevideo | Las Acacias         | 2e            |
| Reformers FC              | Montevideo | Onbekend            | 9e            |
| River Plate FC            | Montevideo | Parque Lugano       | 5e            |
| Universal FC              | Montevideo | Parque Salvo        | 3e            |

## Competitie-opzet
Alle deelnemende clubs speelden tweemaal tegen elkaar (thuis en uit). De ploeg met de meeste punten werd kampioen.
Club Nacional de Football had vorig seizoen voor de derde maal op rij de landstitel veroverd. Hierdoor mochten ze de bijbehorende trofee houden en werd er dit seizoen een nieuwe beker uitgereikt. De regels voor deze tweede beker verschilden enigszins van de eerste; een club die driemaal op rij kampioen werd mocht nog altijd de beker houden, maar indien er voor die tijd een club hun vijfde titel won, dan werd de beker bezit van die club.
Net als vorig seizoen ging de titelstrijd in 1918 tussen de rivalen Nacional en CA Peñarol. Titelhouder Nacional probeerde voor de zevende keer landskampioen te worden, Peñarol was op zoek naar hun eerste titel onder die naam (het laatste kampioenschap behaalden ze in 1911 onder de naam C.U.R.C.C.). De onderlinge duels waren doorslaggevend voor de eindstand. De eerste ontmoeting (op 9 juni) resulteerde in een 1–0 overwinning voor Peñarol. Het tweede treffen op 24 november werd met nog een kwartier te spelen gestaakt toen een afgekeurd doelpunt van Nacional leidde tot incidenten. Een maand later werd de wedstrijd uitgespeeld; ook deze tweede ontmoeting won Peñarol met 1–0.
Uiteindelijk eindigde Peñarol met twee punten voorsprong op Nacional. Net als vorig seizoen eindigde Universal FC op de derde plaats. Debutant Misiones FC wist geen enkele wedstrijd te winnen. Met drie gelijke spelen en vijftien nederlagen eindigden ze op de laatste plaats, waardoor ze na één seizoen alweer degradeerden uit de Primera División.

### Kwalificatie voor internationale toernooien
Sinds 1900 werd de Copa de Competencia Chevallier Boutell (ook wel bekend als de Tie Cup) gespeeld tussen Uruguayaanse en Argentijnse clubs. De winnaar van de Copa Competencia kwalificeerde zich als Uruguayaanse deelnemer voor dit toernooi. Sinds 1905 werd om een tweede Rioplatensische beker gespeeld, de Copa de Honor Cousenier. De winnaar van de Copa de Honor plaatste zich namens Uruguay voor dit toernooi. De Copa Competencia en Copa de Honor waren allebei een officiële Copa de la Liga, maar maakten geen deel uit van de Primera División.
In 1913 werd er een derde Rioplatensische beker geïntroduceerd, de Copa Ricardo Aldao (afgekort tot Copa Aldao), genoemd naar de voorzitter van het Argentijnse Club de Gimnasia y Esgrima die de beker had geschonken. De Copa Aldao werd betwist tussen de landskampioenen van beide landen om zo te bepalen wie zich de beste Rioplatensische ploeg zou mogen noemen. In tegenstelling tot de andere twee bekers (waarvan de Uruguayaanse deelnemer werd bepaald in een apart toernooi) werd de Uruguayaanse club die aan de Copa Aldao meedeed dus wel bepaald middels de Primera División.

### Eindstand
|     | Club                      | Sp. | W  | G | V  | Pnt. | DV | DT | DS  |
| --- | ------------------------- | --- | -- | - | -- | ---- | -- | -- | --- |
| 01. | CA Peñarol                | 18  | 15 | 2 | 1  | 32   | 43 | 5  | +38 |
| 2.  | Club Nacional de Football | 18  | 14 | 2 | 2  | 30   | 52 | 9  | +43 |
| 3.  | Universal FC              | 18  | 8  | 7 | 3  | 23   | 25 | 16 | +9  |
| 4.  | Dublin FC                 | 18  | 9  | 3 | 6  | 21   | 31 | 22 | +9  |
| 5.  | Montevideo Wanderers FC   | 18  | 9  | 1 | 8  | 19   | 25 | 21 | +4  |
| 6.  | Reformers FC              | 18  | 5  | 6 | 7  | 16   | 9  | 22 | –13 |
| 7.  | Central FC                | 18  | 4  | 6 | 8  | 14   | 13 | 21 | –8  |
| 8.  | River Plate FC            | 18  | 4  | 6 | 8  | 14   | 16 | 40 | –24 |
| 9.  | Charley FC                | 18  | 2  | 4 | 12 | 8    | 11 | 37 | –26 |
| 10. | Misiones FC               | 18  | 0  | 3 | 15 | 3    | 5  | 37 | –32 |

### Legenda
| Kleur                                                | Kwalificatie voor                       |
| ---------------------------------------------------- | --------------------------------------- |
|                                                      | Copa Aldao 1918                         |
| Copa de Honor Cousenier 1918 (winnaar Copa de Honor) |                                         |
|                                                      | Tie Cup 1918 (winnaar Copa Competencia) |
|                                                      | Divisional Intermedia 1919              |

| Winnaar Primera División 1918 |
| ----------------------------- |
| CA Peñarol 6e titel           |

#### Topscorer
Héctor Scarone van Nacional scoorde 22 maal en werd voor de tweede keer op rij topscorer van de competitie.
| №  | Speler         | Club(s)                   | Goals |
| -- | -------------- | ------------------------- | ----- |
| 1. | Héctor Scarone | Club Nacional de Football | 22    |

1900 · 1901 · 1902 · 1903 · 1904 · 1905 · 1906 · 1907 · 1908 · 1909 · 1910 · 1911 · 1912 · 1913 · 1914 · 1915 · 1916 · 1917 · 1918 · 1919 · 1920 · 1921 · 1922 · 1923 · 1924 · 1925 · 1926 · 1927 · 1928 · 1929 · 1930 · 1931 · 1932 · 1933 · 1934 · 1935 · 1936 · 1937 · 1938 · 1939 · 1940 · 1941 · 1942 · 1943 · 1944 · 1945 · 1946 · 1947 · 1948 · 1949 · 1950 · 1951 · 1952 · 1953 · 1954 · 1955 · 1956 · 1957 · 1958 · 1959 · 1960 · 1961 · 1962 · 1963 · 1964 · 1965 · 1966 · 1967 · 1968 · 1969 · 1970 · 1971 · 1972 · 1973 · 1974 · 1975 · 1976 · 1977 · 1978 · 1979 · 1980 · 1981 · 1982 · 1983 · 1984 · 1985 · 1986 · 1987 · 1988 · 1989 · 1990 · 1991 · 1992 · 1993 · 1994 · 1995 · 1996 · 1997 · 1998 · 1999 · 2000 · 2001 · 2002 · 2003 ·  2004 · 2005 · 2005/06 · 2006/07 · 2007/08 · 2008/09 · 2009/10 · 2010/11 ·  2011/12 · 2012/13 · 2013/14 · 2014/15 · 2015/16 · 2016 · 2017 · 2018 · 2019 · 2020 · 2021 · 2022 · 2023